# Albuca katangensis
Albuca katangensis är en sparrisväxtart som beskrevs av De Wild. Albuca katangensis ingår i släktet Albuca och familjen sparrisväxter. Inga underarter finns listade i Catalogue of Life.